# 野々村一雄
野々村 一雄（ののむら かずお、1913年3月10日 - 1998年1月12日）は、日本の経済学者。専門はソヴィエト経済。一橋大学名誉教授。元経済理論学会代表幹事。

## 経歴
1i913年、愛知県で生まれた。大阪商科大学（現大阪市立大学）を卒業後、満鉄調査部に入社。
満鉄調査部では石堂清倫とともに資料課に属し、基礎理論が中途半端なまま、関東軍の要望にこたえて総合調査をおこなう経調派・綜合課グループに批判的な立場をとった。そしてそこでの研究、調査内容が軍部に批判的なものであったため、満鉄調査部事件で逮捕され、1945年に懲役2年執行猶予3年の判決を受けた。
太平洋戦争後
敗戦後は満鉄の後身である中長鉄路調査局に上級調査員として勤務。
1947年に帰国し、大阪市立大学経済研究所に勤務。1949年、一橋大学経済研究所にソ連経済研究部門が設置されると、同研究所助教授に就任。同時期に助手に着任した岡稔や、のちに加わった宮鍋幟とともに、同大におけるソ連経済研究の基礎を築いた。後に同研究所教授に昇格。1962年、学位論文『ソヴェート計画経済の方法』を一橋大学に提出して経済学博士号を取得。1977年に一橋大学を定年退官し、名誉教授となった。その後は千葉商科大学教授として教鞭をとった。1989年に同大学を退職。
学界では、1981年より経済理論学会代表幹事をつとめた。

## 受賞・栄典
- 1986年：勲三等旭日中綬章を受章[4]。1998年正四位[5]。

## 研究内容・業績
専門は経済学で、マルクス経済学。
指導学生に藤田整（大阪市立大学名誉教授）などがいる。
満鉄調査部事件に関して
満鉄調査部では石堂清倫とともに資料課に属し、基礎理論が中途半端なまま、関東軍の要望にこたえて総合調査をおこなう経調派・綜合課グループに批判的な立場をとった。経調派の時局迎合とマルクス主義的批判精神のないまぜになった調査姿勢が調査部事件をひきおこし、それと距離をとっていた者まで巻き添えになったと批判。また調査部を伝説化するルポルタージュや回想録を批判し、自らの体験に基づく『回想 満鉄調査部』を著した。

## 著作
著書
- 『日本戦後経済の現段階 「危機」より「安定」へ』蘭書房 1948
- 『ソ連邦の経済』岩波新書 1953
- 『ソヴェート経済論』勁草書房 1954
- 『国民所得と再生産』岩波書店(一橋大学経済研究叢書) 1958
- 『ソヴェート経済の構造』青木書店 1959
- 『学者商売』中央公論社、1960
  - 再版 新評論
- 『ソヴェトの経済力』岩波新書 1961
- 『ソヴェト旅行記』中央公論社 1961
- 『ソヴェト学入門』中公新書 1962
- 『ソヴェト旅行案内』中公新書、1966
- 『コメコン体制 社会主義的国際経済協力の研究』岩波書店 1975
- 『学者商売その後』新評論 1978
- 『ロシア・ソヴェト体制』ティビーエス・ブリタニカ 1983
- 『回想満鉄調査部』勁草書房 1986

共編著
- 『ソヴェト経済の分析』副島種典共編、勁草書房 1954
- 『アメリカの経済とソヴェトの経済』千種義人共著、有信堂(文化新書) 1962
- 『新しいソ連』編 河出書房新社 1964
- 『社会主義経済論講義』編、青林書院新社 1975
- 『経済原論』編、新評論 1978
- 『テキストブック社会主義経済論』有斐閣 1986

翻訳
- 『社会主義』P.M.スウィージー著、岩波現代叢書 1951
- 『ソヴェート同盟の経済制度』アレクサンダー・M.バイコフ著、岡稔共訳、東洋経済新報社 1954
- 『ソヴェート経済史 1917年以后』モーリス・ドッブ著、新評論社 1956
- 『社会主義』編、毎日新聞社(毎日ライブラリー) 1957
- 『ソヴェト経済と利潤』宮鍋幟・志水速雄共編訳、日本評論社 1966